# Johan Runesson
Johan Runesson (* 20. listopad 1990 Hallsberg) je švédský juniorský reprezentant a Mistr světa v orientačním běhu. Mezi jeho největší úspěchy patří tři zlaté medaile z juniorského mistrovství světa 2008 ve švédském Göteborgu a dvě stříbra z juniorského mistrovství světa 2010 v dánském Aalborgu. V současnosti běhá za švédský klub OK Tisaren.

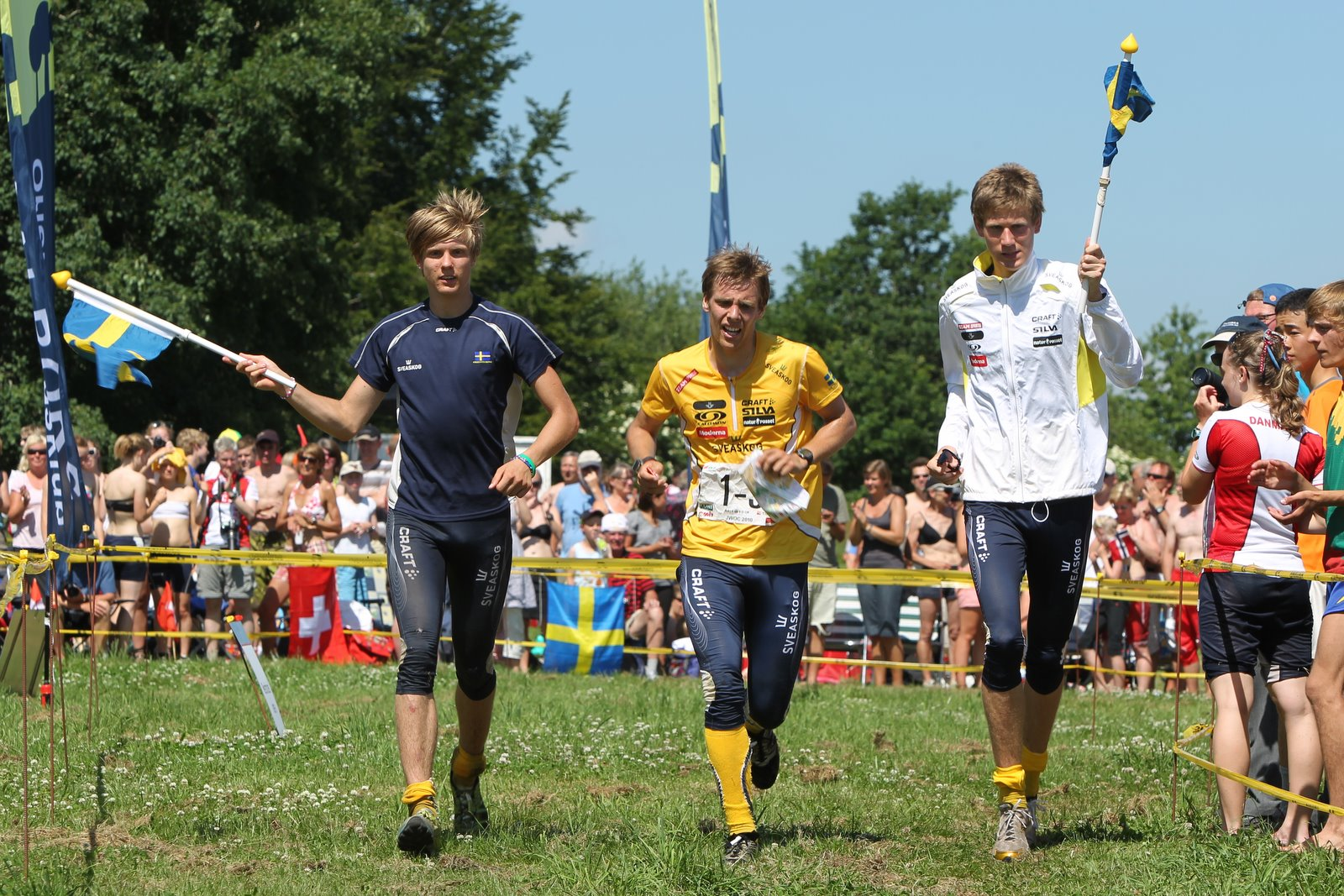
Stříbrní medailisté z JWOC 2010 – Olle Boström, Gustav Bergman, Johan Runesson

## Sportovní kariéra
| Přehled úspěchů na Mistrovství světa juniorů | Přehled úspěchů na Mistrovství světa juniorů | Přehled úspěchů na Mistrovství světa juniorů | Přehled úspěchů na Mistrovství světa juniorů | Přehled úspěchů na Mistrovství světa juniorů |
| Mistrovství světa juniorů                    | Sprint                                       | Middle                                       | Long                                         | Štafety                                      |
| -------------------------------------------- | -------------------------------------------- | -------------------------------------------- | -------------------------------------------- | -------------------------------------------- |
| Dubbo 2007                                   | 32. místo                                    | 8. místo                                     | 70. místo                                    | X                                            |
| Göteborg 2008                                | 2. místo                                     | 1. místo                                     | 1. místo                                     | 1. místo                                     |
| Aalborg 2010                                 | 5. místo                                     | 13. místo                                    | 2. místo                                     | 2. místo                                     |